# Kolba destylacyjna

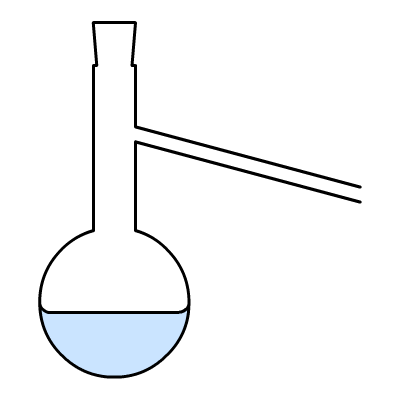
Schemat kolby destylacyjnej

Kolba destylacyjna – zmodyfikowana kolba okrągłodenna, używana do destylacji. Kolby destylacyjne posiadają rurkę boczną, która służy do odprowadzania par wrzącej cieczy do chłodnicy. Dzięki temu stosowanie nasadki destylacyjnej przestaje być konieczne.

## Rodzaje kolb destylacyjnych

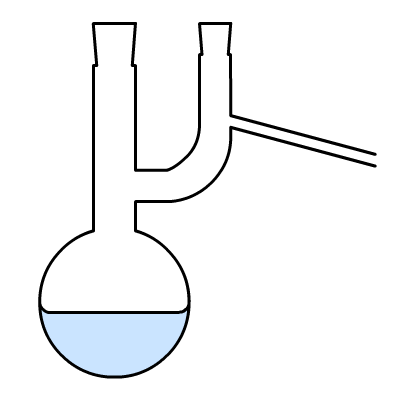
Schemat kolby Claisena

Kolby destylacyjne różnią się między sobą przede wszystkim położeniem rurki odprowadzającej pary. Do destylacji cieczy o niskiej temperaturze wrzenia, należy używać kolb z wysoko osadzoną rurką, zaś odwrotnie w przypadku cieczy wysokowrzących.
Oprócz prostych kolb destylacyjnych spotyka się też dwuszyjne kolby Claisena, stosowane głównie do destylacji pod zmniejszonym ciśnieniem, czasem połączone z kolumną typu Vigreux.
Do destylacji cieczy w ilości do 3 ml można zastosować małe gruszkowe kolby destylacyjne spojone z chłodnicą.